# Apostolos Vellios
Apostolos Vellios (Grieks: Απόστολος Βέλλιος) (Thessaloniki, 8 januari 1992) is een Grieks voetballer die bij voorkeur als aanvaller speelt.

## Clubcarrière

### Iraklis
Vellios maakte zijn debuut in de Griekse voetbalcompetitie voor Iraklis op 26 april 2009 tegen Skoda Xanthi. Hij scoorde zijn eerste doelpunt op 7 november 2009 als invaller tegen Olympiakos Piraeus. Hij scoorde de gelijkmaker in de blessuretijd waardoor Iraklis de grootmacht uit Piraeus in eigen huis tot een gelijkspel dwong. In totaal scoorde Vellios 4 doelpunten in 22 wedstrijden voor de club uit Thessaloniki, de geboortestad van Vellios.

### Everton
Vellios tekende in januari 2011 een vierjarig contract bij Everton. Hij verkoos de club uit Liverpool boven Fulham, AEK Athene, Olympiakos Piraeus en Bologna. Hij scoorde meteen bij zijn eerste wedstrijd bij het tweede elftal, in een met 5–1 gewonnen wedstrijd tegen Blackburn Rovers. Op 2 april 2011 maakte hij zijn Premier League debuut als invaller tegen Aston Villa. Op 17 september 2011 scoorde hij zijn eerste doelpunt voor The Toffees in een met 3–1 gewonnen thuiswedstrijd van Wigan Athletic. Zijn tweede doelpunt scoorde hij 18 seconden nadat hij was ingevallen in een wedstrijd tegen Chelsea. Hij scoorde zijn derde doelpunt voor Everton in een uitwedstrijd tegen Bolton Wanderers. Gedurende het seizoen 2013/14 werd hij uitgeleend aan Blackpool FC, waar hij niet aan spelen toe kwam. 

### Lierse SK
Vervolgens werd hij verkocht aan Lierse SK, waar hij in halfjaar tot slechts één doelpunt kwam. Hij werd daarom in de winterstop verhuurd aan FC Vestsjælland, waar hij in zes maanden goed was voor zes goals in twintig wedstrijden.

### Iraklis
Vellios keerde in het seizoen 2015/16 terug bij Iraklis, waar hij zijn debuut in het profvoetbal had gemaakt. Hier scoorde hij dertien doelpunten in 32 wedstrijden.

### Nottingham Forest
In het seizoen 2016/17 ging Vellios bij een derde Engelse club spelen, ditmaal Nottingham Forest FC. Hier was hij in twee seizoenen tijd goed voor acht goals in 45 wedstrijden. In het seizoen 2018/19 werd hij verhuurd aan Waasland Beveren, waar hij vier goals maakte.

### Atromitos
Vellios keerde in het seizoen 2019/20 voor de tweede keer terug in zijn vaderland, ditmaal bij Atromitos FC. Hier was hij goed voor acht goals in 35 wedstrijden. Bovendien maakte hij zijn Europese debuut, hij speelde vier wedstrijden voor UEFA Europa League-kwalificatie, maar werd uitgeschakeld door Legia Warschau. Vervolgens had hij kortstondige en onsuccesvolle periodes bij Ascoli Calcio 1898 FC, FC Academica Clinceni en PAS Lamia.

### PEC Zwolle
In de zomer van 2022 tekende Vellios een contract voor drie seizoenen met een optie voor een vierde bij PEC Zwolle, dat na degradatie uit de Eredivisie promotie uit de Eerste divisie moest zien te bewerkstelligen. Vellios debuteerde op 13 augustus met een doelpunt tegen De Graafschap. Op 26 augustus was hij tegen Jong PSV goed voor een hattrick aan assists. Op 3 maart 2023 was hij in een historische 13-0 overwinning op FC Den Bosch goed voor maar liefst vier doelpunten. Hij scoorde twaalf doelpunten, zijn op-een-na hoogste aantal in zijn carrière en werd een publiekslieveling bij PEC. Bovendien werd promotie afgedwongen.  

## Clubstatistieken
| Seizoen | Club                     | Competitie     | Competitie | Competitie | Beker | Beker | Internationaal | Internationaal | Totaal | Totaal |
| Seizoen | Club                     | Competitie     | Wed.       | Dlp.       | Wed.  | Dlp.  | Wed.           | Dlp.           | Wed.   | Dlp.   |
| ------- | ------------------------ | -------------- | ---------- | ---------- | ----- | ----- | -------------- | -------------- | ------ | ------ |
| 2009/10 | Iraklis FC               | Super League   | 9          | 2          | 0     | 0     | —              | —              | 9      | 2      |
| 2010/11 | Iraklis FC               | Super League   | 12         | 2          | 0     | 0     | —              | —              | 12     | 2      |
| 2010/11 | Everton FC               | Premier League | 3          | 0          | 0     | 0     | —              | —              | 3      | 0      |
| 2011/12 | Everton FC               | Premier League | 13         | 3          | 2     | 0     | —              | —              | 15     | 3      |
| 2012/13 | Everton FC               | Premier League | 6          | 0          | 0     | 0     | —              | —              | 6      | 0      |
| 2013/14 | → Blackpool FC           | Championship   | 2          | 0          | 0     | 0     | —              | —              | 2      | 0      |
| 2014/15 | Lierse SK                | Eerste Klasse  | 13         | 1          | 1     | 0     | —              | —              | 14     | 1      |
| 2014/15 | → FC Vestsjaelland       | Superligaen    | 16         | 3          | 4     | 3     | —              | —              | 20     | 6      |
| 2015/16 | Iraklis FC               | Super League   | 27         | 11         | 5     | 2     | —              | —              | 32     | 13     |
| 2016/17 | Nottingham Forest FC     | Championship   | 28         | 6          | 3     | 0     | —              | —              | 31     | 6      |
| 2017/18 | Nottingham Forest FC     | Championship   | 12         | 1          | 2     | 1     | —              | —              | 14     | 2      |
| 2018/19 | → Waasland-Beveren       | Eerste Klasse  | 17         | 4          | 1     | 0     | —              | —              | 18     | 4      |
| 2019/20 | Atromitos FC             | Super League   | 27         | 6          | 4     | 2     | 4              | 0              | 35     | 8      |
| 2020/21 | Ascoli Calcio            | Serie B        | 7          | 0          | 1     | 0     | —              | —              | 8      | 0      |
| 2021/22 | FC Academica Clinceni    | Liga 1         | 16         | 1          | 0     | 0     | —              | —              | 16     | 1      |
| 2021/22 | PAS Lamia                | Super League   | 9          | 0          | 0     | 0     | —              | —              | 9      | 0      |
| 2022/23 | PEC Zwolle               | Eerste divisie | 31         | 11         | 1     | 1     | —              | —              | 32     | 12     |
| 2023/24 | PEC Zwolle               | Eredivisie     | 27         | 3          | 1     | 0     | —              | —              | 28     | 3      |
| 2024/25 | PEC Zwolle               | Eredivisie     | 1          | 0          | 0     | 0     | —              | —              | 1      | 0      |
| 2024/25 | Nea Salamis Famagusta FC | A Divizion     | 0          | 0          | 0     | 0     | —              | —              | 0      | 0      |
| TOTAAL  | TOTAAL                   | TOTAAL         | 266        | 52         | 24    | 9     | 4              | 0              | 294    | 62     |

## Interlandcarrière
Vellios scoorde reeds 4 doelpunten in 14 wedstrijden bij Griekenland –21. Daarvoor speelde hij bij Griekenland –17 en Griekenland –19. Hij maakte zijn debuut op 29 maart 2016 in de A-kern van Griekenland. Uiteindelijk wist hij hierna nog 7 wedstrijden te spelen.
| Interlands van Apostolos Vellios voor Griekenland | Interlands van Apostolos Vellios voor Griekenland | Interlands van Apostolos Vellios voor Griekenland | Interlands van Apostolos Vellios voor Griekenland | Interlands van Apostolos Vellios voor Griekenland | Interlands van Apostolos Vellios voor Griekenland |
| #                                                 | Datum                                             | Wedstrijd                                         | Uitslag                                           | Soort Wedstrijd                                   | Doelpunten                                        |
| Als speler bij Iraklis FC                         | Als speler bij Iraklis FC                         | Als speler bij Iraklis FC                         | Als speler bij Iraklis FC                         | Als speler bij Iraklis FC                         | Als speler bij Iraklis FC                         |
| ------------------------------------------------- | ------------------------------------------------- | ------------------------------------------------- | ------------------------------------------------- | ------------------------------------------------- | ------------------------------------------------- |
| 1.                                                | 29 maart 2016                                     | Griekenland – IJsland                             | 2 – 3                                             | Vriendschappelijk                                 | 0                                                 |
| 2.                                                | 4 juni 2016                                       | Australië – Griekenland                           | 1 – 0                                             | Vriendschappelijk                                 | 0                                                 |
| 3.                                                | 7 juni 2016                                       | Australië – Griekenland                           | 1 – 2                                             | Vriendschappelijk                                 | 0                                                 |
| Als speler bij Nottingham Forest FC               |                                                   |                                                   |                                                   |                                                   |                                                   |
| 4.                                                | 6 september 2016                                  | Gibraltar – Griekenland                           | 1 – 4                                             | Kwalificatie WK 2018                              | 0                                                 |
| 5.                                                | 9 november 2016                                   | Griekenland – Wit-Rusland                         | 0 – 1                                             | Vriendschappelijk                                 | 0                                                 |
| 6.                                                | 25 maart 2017                                     | België – Griekenland                              | 1 – 1                                             | Kwalificatie WK 2018                              | 0                                                 |
| 7.                                                | 31 augustus 2017                                  | Griekenland – Estland                             | 0 – 0                                             | Kwalificatie WK 2018                              | 0                                                 |
| 8.                                                | 3 september 2017                                  | Griekenland – België                              | 1 – 2                                             | Kwalificatie WK 2018                              | 0                                                 |